# LZMA
LZMA (ang. Lempel-Ziv-Markov chain-Algorithm) – algorytm kompresji bezstratnej opracowany przez Igora Pawłowa w latach 1999–2001.
LZMA używa kodowania słownikowego, podobnego do LZ77, które jednak dopuszcza rozszerzenie słownika (nawet do 4GB). Charakteryzuje się bardzo dobrym stopniem kompresji.
Algorytm ten jest domyślnie używany przez program 7-Zip.